# Johannes Enders

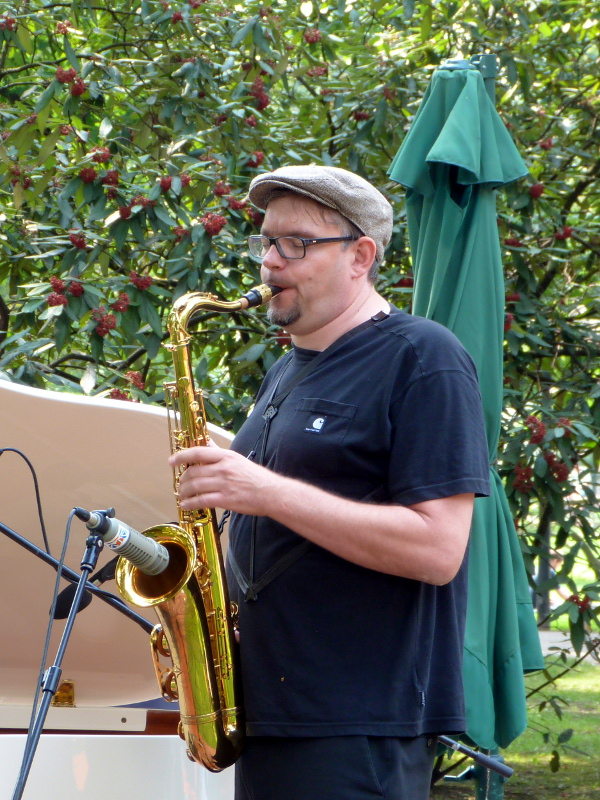
Johannes Enders

Johannes Enders (Weilheim in Oberbayern, 12 mei 1967) is een van oorsprong Duits saxofonist. Hij begon met muziek studeren toen hij veertien jaar oud was. Hij studeerde eerst klassieke muziek aan het Conservatorium van München, maar wendde zich in 1988 tot jazz. Hij begon een studie aan het Jazzinstituut van Graz, waar hij kennis maakte met twee van zijn helden Dave Liebman en Jerry Bergonzi. Hij won toen hij twintig was Oostenrijkse prijzen.   
Hij viel dermate op dat Reggie Workman, de bassist van John Coltrane hem sponsorde voor een beurs voor een opleiding in New York. In de Verenigde Staten kreeg hij les van onder meer Donald Byrd, Branford Marsalis, Kenny Werner, Jimmy Cobb en Jim Hall. Hij kreeg ook in Amerika muziekprijzen (Oakland, 1990 en Washington, 1991). Dan verschijnen de eerste muziekopnamen. Eerst op een album Schönberg Improvisations van Harry Pepl en later op het album Longing van John Locke.  
Daarna keerde hij terug naar Europa en toerde door Zuid-Afrika in een trio met Hilton Schilder. In 1996 had hij zijn eigen kwartet, maar hij speelde ook met jazzmusici als Roberto Di Gioia, Milt Hinton, Jeff  Watts, Billy Hart, Sam Rivers, Roy Hargrove, Jaki Byard, Lester Bowie, Jamaaladeen Tacuma, Lee Konitz, Kenny Wheeler, Ack van Rooyen en Brad Mehldau. Daarnaast experimenteert hij met ensembles als  "NoTwist, Tied & Tickled Trio" en "Mars Mobil". 
De invloed van John Coltrane en Wayne Shorter is nog merkbaar, maar hij heeft inmiddels zijn eigen stijl en weg gevonden.

## Discografie eigen albums
- 1992: Reflections of South Africa
- 1993: Discoveries
- 1993: This and More (onder de naam Scalesenders)
- 1995: Brooklyn blue
- 1996: Homeground
- 1997: Bright nights
- 2000: Quiet Fire
- 2002: Sandsea (onder Enders Room)
- 2002: Kyoto
- 2002: Monolith (Enders Room)
- 2004: Human Radio
- 2005: Soprano (Enders Room)
- 2006; Hotel Alba (Enders Room)
- 2007: Dome (met Nils Petter Molvær)
- 2008: Random Guru (Enders Room)

- Bibliothèque nationale de France: cb13940341c (data)
- Gemeinsame Normdatei: 134934695
- International Standard Name Identifier: 0000 0000 8142 4454
- Library of Congress Control Number: no00059712
- MusicBrainz: 0e1d5adb-ae33-4772-b1cf-e5e5f7ca9d33
- Nationale Bibliotheek van Israël: 987007322076305171
- Nationale Bibliotheek van Polen: a0000002757560
- Nederlandse Thesaurus van Auteursnamen: 398670811
- Virtual International Authority File: 62763390
- WorldCat: E39PBJmdx9Qr9DmMRjvDXcYdcP